# Spjutstorps socken
Spjutstorps socken i Skåne ingick i Ingelstads härad, uppgick 1969 i Tomelilla köping och området ingår sedan 1971 i Tomelilla kommun och motsvarar från 2016 Spjutstorps distrikt.
Socknens areal är 16,06 kvadratkilometer varav 16,03 land. År 2000 fanns här 409 invånare.  Kyrkbyn Spjutstorp med sockenkyrkan Spjutstorps kyrka ligger i socknen.

## Administrativ historik
Socknen har medeltida ursprung. 
Vid kommunreformen 1862 övergick socknens ansvar för de kyrkliga frågorna till Spjutstorps församling och för de borgerliga frågorna bildades Spjutstorps landskommun. Landskommunen uppgick 1952 i Onslunda landskommun som 1969 uppgick i Tomelilla köping som 1971 ombildades till Tomelilla kommun. Församlingen uppgick  2002 i Brösarp-Tranås församling.
1 januari 2016 inrättades distriktet Spjutstorp, med samma omfattning som församlingen hade 1999/2000.  
Socknen har tillhört län, fögderier, tingslag och domsagor enligt vad som beskrivs i artikeln Ingelstads härad. De indelta soldaterna tillhörde Södra skånska infanteriregementet, Albo kompani och Skånska dragonregementet, Cimbrishamns skvadron, Svabeholms kompani.

## Geografi
Spjutstorps socken ligger nordost om Tomelilla på Österlen med Trydeån i väster. Socknen är en mjukt kuperad odlingsbygd.

## Fornlämningar
Från bronsåldern finns en gravhög. Från järnåldern finns två skeppssättningar.

## Namnet
Namnet skrevs 1491 Spystorp och kommer från kyrkbyn. Efterleden är torp, 'nybygga'. Förleden är troligen mansnamnet Spjut..